# Wilbert de Colonia
Wilbert de Colonia (?-889) fue arzobispo de Colonia desde el año 870 hasta su muerte. Su ascenso a arzobispo fue propuesto por Luis el Germánico, rey de Francia Oriental, para evitar que su contrincante el rey Carlos el Calvo de Francia Occidental colocara a un arzobispo que le favoreciera.
Wilbert era sacerdote en la Catedral de Colonia cuando el arzobispo Gunther fue excomulgado y depuesto. Carlos el Calvo, rey de Francia occidental, intentó instalar su propio clérigo palatino, Hilduin, como arzobispo. Falló cuando Luis el alemán, rey de Francia Oriental, envió a Ludberto, arzobispo de Mainz, para consagrar al sacerdote Wilbert en su lugar. El 7 de enero de 870, Wilbert fue aclamado por Liutbert con el consentimiento del clero y el pueblo de la diócesis, con Odilbald de Utrecht asistiendo a la consagración.  El Papa Adriano II envió una embajada bajo Wibod, obispo de Parma, llevando sus cartas de aceptación. Su nombramiento se hizo rápidamente para frustrar cualquier intento del rival de Luis, Carlos el Calvo, para llenar la sede vacante con un candidato favorable a él. Carlos logró colocar a Bertulf, a cambio, en el poder de la archidiócesis de Tréveris.
Wilbert recibió el impugnado palio del papa Adriano en 875. Amplió la catedral para su uso en la celebración de sínodos. Celebró el primer sínodo provincial de su provincia allí en 887, y fue el primer arzobispo enterrado en la catedral en el 889. El 26 de septiembre de 870, un sínodo alemán, al que asistieron Liutbert y Bertulf, se celebró en Colonia con todos los obispos de Sajonia. La catedral, profanada por Gunther, fue reconsagrada a San Pedro.
El 4 de julio de 876, Wilbert dirigió una embajada de obispos alemanes al sínodo de Carlos el Calvo en Ponthion  a reclamar para Luis el alemán una parte en la herencia del difunto emperador Luis II de Italia. El sínodo los rechazó, ya que papa Juan VIII era un firme partidario de Carlos, y los obligó a prestar juramento de fidelidad a Ansegis, uno de los clérigos de Carlos, a quien el Papa había designado legado para toda Europa al norte de los Alpes. Después de la muerte de Luis el Germánico, Carlos el Calvo disputó el derecho del heredero del primogénito, Luis el Joven, para recibir la parte de Luis de Lotaringia. El 7 de octubre de 876, Carlos estaba preparando un ataque sorpresa sobre Luis el Joven, cuando Wilbert descubrió el complot y advirtió a Luis. La batalla que siguió fue una derrota para Carlos.
Colonia fue saqueada y arrasada por los vikingos entre el 881-882, pero Ludberto de Maguncia ayudó a reconstruir la ciudad. Wilbert y Enrique de Franconia conocieron al líder vikingo Godofredo de Frisia, duque de Frisia, en Herespich, una isla en la confluencia del Rin y del Waal. En la reunión, Godofredo fue asesinado y Wilbert convenció a Gisela, su esposa, de que abandonara la isla y siguiera una política de paz.